# Aeroporto di Bournemouth
L'Aeroporto di Bornemouth (IATA: BOH, ICAO: EGHH) è un aeroporto situato nel Sud-Ovest dell'Inghilterra e serve la città di Bournemouth.
Il traffico è solitamente turistico e i voli sono prevalentemente charter. Non ci sono dunque molti voli di linea, eccetto i Ryanair.
L'aeroporto è base Ryanair e Thomas Cook Airlines e fu base per la Palmair, fino alla sua chiusura.